# Јадрухи
 Јадрухи (итал. Iadrucchi) је ненасељено место у саставу општине Вижинада у Истарској жупанији, Хрватска. До територијалне реорганизације у Хрватској налазили су се у саставу старе општине Пореч.

## Географија
Насеље се налази на путу Пула—Бује, а састоји се од неколико породићних кућа. Малобројни и углавном старији становници баве се традициналном пољопривредом.

## Историја
Јарухи су познати по дводелној капели св. Марије од Здравља, коју је поред главног пута 1908. изградио Паоло Симоновић., по којем се насеље у приоду 1890—1910. звало Симоновић. У првоом делу капелице налази се главни олтар са удубљенима за скулптуре светаца, а на прочељу је звоно. У другом делу налази се Свети гроб у природној величини, а уз њега две дрвене скулптуре аустријских жандара. За време Другог светског рата нестале су две фигуре са фесом и турским полумесецом. На прочењу другог дела капелице налазе се три куржна прозорчића, кроз које се виде Свети гроб и дрвене скулптуре.

## Становништво
Према последњем попису становништва из 2011. године у насељу Јадрухи није било становника.
| година пописа  | 1857 | 1869 | 1880 | 1890 | 1900 | 1910 | 1921 | 1931 | 1948 | 1953 | 1961 | 1971 | 1981 | 1991 | 2001 | 2011 |
| бр. становника | 0    | 0    | 58   | 65   | 72   | 79   | 0    | 0    | 105  | 101  | 76   | 61   | 52   | 49   | 56   | 51   |

Напомена:У пописима 1857. 1869. 1921. и 1931. подаци су садржани у насељу Бриг. Од 1890. до 1910. исказано под именом Симоновић. Од 1880 до 1910. и у 1948. као део насеља